# Allium hypsistum
Allium hypsistum — вид рослин з родини амарилісових (Amaryllidaceae); ендемік Непалу.

## Опис
Цибулина циліндрична, витягнута, ≈ 1 см в діаметрі. Стебло тонке, заввишки 19–21 см, ≈ 2 мм у діаметрі, гладке. Листків 4–6, лінійні, плоскі, довжиною 10–16 см, шириною 2.5 мм, тупі. Зонтик щільний, напівкулястий, 12–40-квітковий, ≈ 1.5–2(3) см у діаметрі; квітконіжки довжиною ≈ 2(6) мм. Оцвітина дзвінчаста; її листочки випростані, гострі або тупі, злегка зубчасті, рожеві; зовнішні еліптичні, ≈ 6.5(8.5) мм завдовжки і 2.8–3(3.5) мм завширшки; внутрішні вузько-довгасті, ≈ 7(10) мм завдовжки і 2.4–2.6(3) мм завширшки. Тичинкові нитки білі, пиляки жовті.

## Поширення
Ендемік центрального Непалу.